# Divizia 8 Infanterie (1918-1920)
Divizia 8 Infanterie a fost o mare unitate de artilerie, de nivel tactic, din Armata României, care a participat la acțiunile militare postbelice, din perioada 1918-1920. Și-a desfășurat activitatea în regiunea Bucovinei, în vederea menținerii ordinii în această provincie, în contextul în care Adunarea constituantă a românilor din Bucovina a hotărât unirea acesteia cu România.

## Compunerea de luptă
În perioada campaniei din 1919, Divizia a fost întărită cu urmăroarele unitați:
- Regimentul 8  Vânători
- Regimentul 3 Roșiori
- Regimentul 8 Roșiori

## Campania anului 1919
Obiectivul administrativ și militar al României în anul 1919 era securizarea teritoriilor de frontieră (încă nedelimitate clar) locuite de etnici români. În ceea ce privește teritoriile din nord (Bucovina și Maramureș) era necesară joncțiunea trupelor românești din Bucovina cu cele din nordul Transilvaniei, care nu aveau controlul asupra Maramureșului. Soluționarea chestiunii a fost accelerată de conflictele dintre polonezi și ucraineni, izbucnite în Pocuția (13 mai 1919), context în care polonezii au cerut guvernului român ajutor militar pentru protejarea teritoriilor ce le erau atribuite în urma hotărârilor provizorii ale Aliaților. Răspunsul primit din parte aromânilor a fost favorabil intervenției, astfel în urma ordinului din 22 mai 1919, Divizia 8 trece granița de nord a Bucovinei cu scopul de a atinge linia Nadworna-Ottznia-Niesviezka, urmând o mișcare coordonată cu trupele din Transilvania care înaintau și ele spre nord după traseul propriu. La intrarea în Galiția comandantul Diviziei a 8-a a lansat un manifest prin care anunța populația locală despre scopul nebelicos al misiunii militare române, îndemnând la calm și continuarea rutinei zilnice. La 26 mai Divizia ajunge la aliniamentul stabilit, fără a întâmpina o rezistență semnificativă, iar comandamentul se mută de la Cernăuți la Colomeea. La 29/30 are loc întâlnirea dintre trupele polone și cele române. Trupele române rămân în Pocuția până când polonezii vor fi capabili să controleze regiunea, retragerea pe granița etnică a Bucovinei fiind efectuată între 17 și 25 august.